# Санніков Олександр Сергійович
Санніков Олександр Сергійович (18 квітня 1866 — 16 лютого 1931, Париж) — військовий діяч, генерал-лейтенант (1916).

## Біографія
Закінчив Володимирський кадетський корпус у Києві, 1-ше Павлівське військове училище, Миколаївську академію Генералного штабу (1892).
1898—1908 проходив службу в Київському військовому окрузі, з 1908 по 1910 роки був командиром Чугуївського 11-го уланського полку.
Учасник Першої світової війни: із лютого 1915 — начальник штабу 9-ї армії Південно-Західного фронту, що відзначилася в ході Карпатської операції 1915, Брусиловського прориву 1916. 1917 — головний начальник постачання армій Румунського фронту. На початку 1918 — виборний міський голова Одеси, із весни
1918 — в армії Української Держави: у складі Військово-історичної комісії зі збирання документів I світової війни на Південно-Західному і Румунському фронтах.
Із літа 1918 — у Білому русі. У січні—березні 1919 під час інтервенції військ Антанти в Україні призначений генерал-лейтенантом А.Денікіним командуючим військами в районі Одеси, пізніше — начальник постачання Збройних сил Півдня Росії.
1920 — у розпорядженні головнокомандуючого Російською армією генерал-лейтенанта П.Врангеля.
Емігрував до Туреччини, пізніше жив у Королівстві сербів, хорватів і словенців (із 1929 — Югославія), Франції.
Помер у м. Париж (Франція).